# Guerre franco-chinoise
Batailles
- Expédition du Tonkin
- Sontay
- Bac Ninh
- Bac Le
- Fuzhou
- Keelung
- Tamsui
- Kep
- Shipu
- Zhenhai
- Lang Son (1re)
- Nui Bop
- Tuyen Quang
- Yu Oc
- Hoa Moc
- Phu Lam Tao
- Bang Bo
- 2e Lang Son
- Pescadores

La guerre franco-chinoise oppose la France de la Troisième République à la Chine de la dynastie Qing entre août 1884 et juin 1885. Elle résulte des efforts français en vue de prendre le contrôle du fleuve Rouge qui relie Hanoï à la province du Yunnan en Chine. Elle se termine par une victoire française, forçant notamment les Qing à abandonner leur suzeraineté sur l'Indochine, au profit de la France, par le Traité de Tien-Tsin (1885).
Cet épisode militaire s'inscrit dans le contexte de la lente mise sous tutelle de la Chine par les puissances européennes pendant la deuxième moitié du XIXe siècle. C'est un enjeu majeur de la politique coloniale française qui souhaitait acquérir des positions fortes dans le sud de la Chine.
La victoire française permet la reconnaissance de son protectorat sur l'Annam et le Tonkin, s'ajoutant à la Cochinchine déjà occupée dix ans plus tôt et au Cambodge, conduisant ainsi à la création de l'Indochine française.

## Les origines de la guerre

### La conquête française de l’Indochine
Les origines de la conquête française dans la péninsule indochinoise remontent aux implantations françaises sous Louis XVI en 1785. Elle est véritablement lancée par Napoléon III sous le Second Empire et systématisée par Jules Ferry sous la Troisième République. Des premières tentatives d'occupation eurent lieu dans le delta du Mékong. La France depuis 1860 s'était lancée dans une politique active de colonisation en Extrême-Orient. Dès l'année 1862, un premier traité de Saigon signé avec l'empereur d'Annam reconnaissait la souveraineté des Français sur les provinces du Sud, qui formèrent la colonie de Cochinchine.

### Le déclenchement du conflit

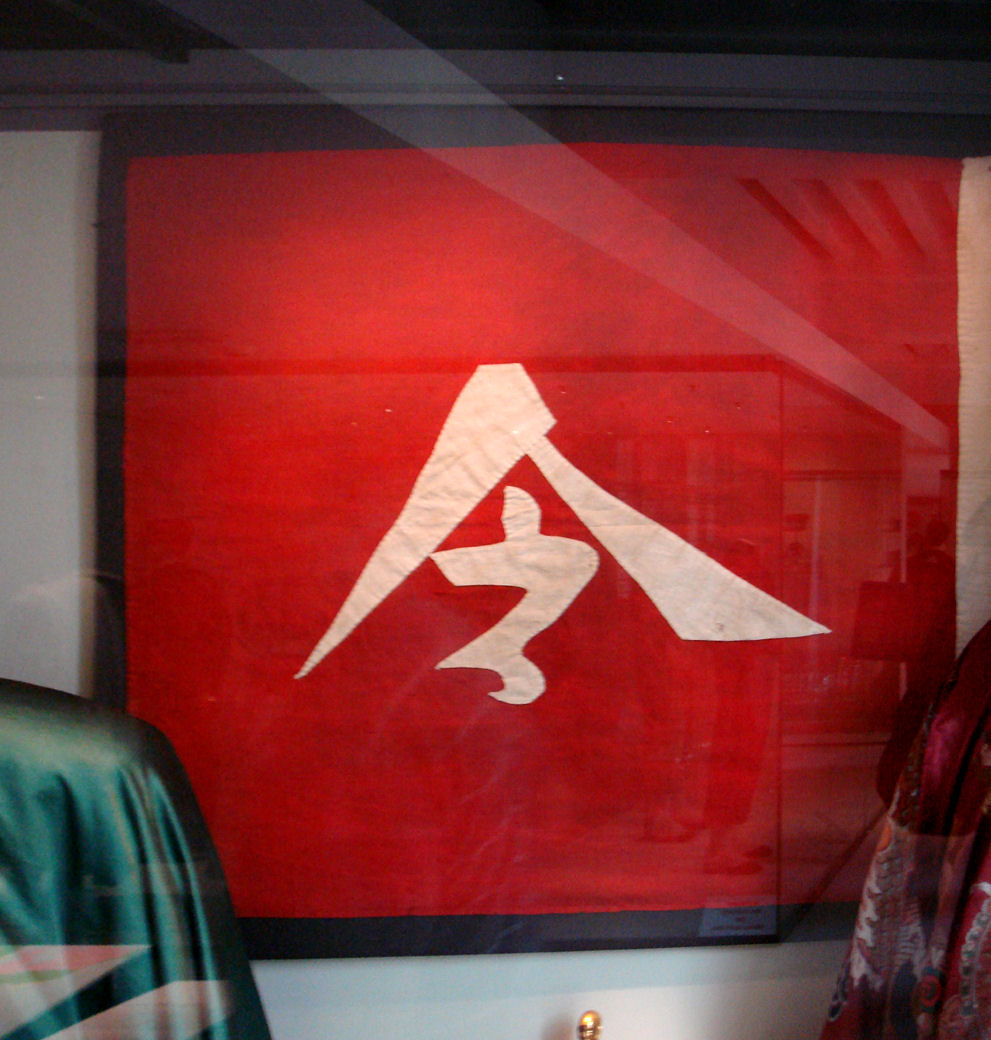
Drapeau des Pavillons noirs, capturé par l'armée française au Tonkin en 1885 (令 lìng) Musée de l'Armée (Paris).

Bien qu'un deuxième traité de Saïgon signé en 1874 ait ouvert le fleuve Rouge à la libre circulation des puissances militaires françaises, les Pavillons Noirs harcèlent les navires de commerce français au début des années 1880. Cette milice levée par Liu Yongfu (un Chinois zhuang originaire du Guangxi (EFEO : Kouang-Si dans la graphie française de l'époque), opposé à l'import d'opium par les Français depuis leurs productions au Laos, gêne fortement le commerce français.
Aussi, le gouvernement français, en la personne de Jauréguiberry, ministre de la Marine, envoie un petit corps expéditionnaire au Tonkin pour éliminer les Pavillons Noirs de la vallée du fleuve Rouge. La cour de l'empereur Qing voit l'arrivée de cette armée européenne comme une menace pour ses frontières, émet une protestation et se prépare à la guerre.

## La prise du Tonkin
Le capitaine de vaisseau Henri Rivière, commandant trois canonnières et sept cents hommes, prend la citadelle d’Hanoï, capitale du Tonkin, le 25 avril 1882, comme l'avait fait Francis Garnier en 1873. Le 27 mars 1883, il prend Nam Định, mais la faiblesse des effectifs dont il dispose entraîne la répétition des événements de 1873.
En mai 1883, les Pavillons Noirs encerclent Hanoï. Rivière fait une sortie le 16 mai puis une autre le 19 mai, au cours de laquelle il est tué. La mort de Rivière déchaîne les bellicistes de la Chambre des députés à Paris. Jules Ferry confie alors la  « Division navale des côtes du Tonkin » nouvellement créée au contre-amiral Courbet qui arrive le 18 août 1883 à l'improviste devant Thuân-an, le port de Hué, qu'il bombarde.

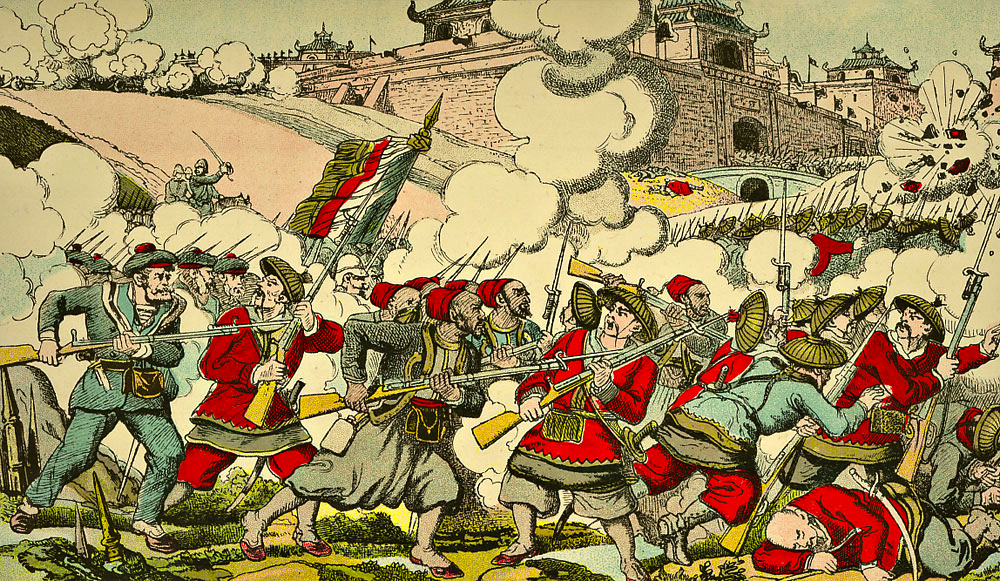
La prise de Bắc Ninh le 12 mars 1884 interprétée par l'imagerie d'Épinal.

Le 25 août 1883, par le traité de Hué, l'empereur d’Annam accepte de placer l'Annam et le Tonkin sous protectorat français. La Chine rejette le traité et envahit la province du Tonkin. Bien qu'aucun des deux pays n'ait formellement déclaré la guerre, les opérations militaires commencent à l'automne 1883. Après la campagne de Bac Ninh en mars 1884, les forces françaises terrestres du Corps expéditionnaire du Tonkin, créé en juin 1883, contrôlent les citadelles de Sơn Tây et Bắc Ninh sur le fleuve Rouge.

## La guerre

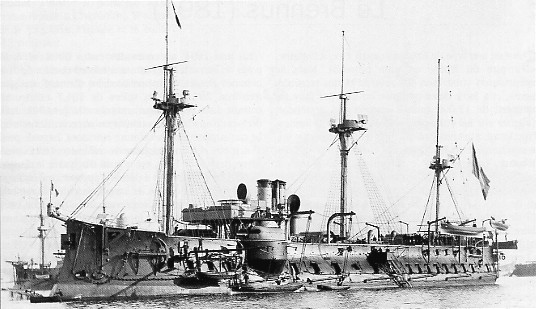
Le cuirassé à coque en fer de 2e classe Bayard, navire amiral de l'escadre française.

Le 11 mai 1884, la Chine accepte la convention de Tianjin (Tien-Tsin) puis, le 9 juin, le traité de Hué, qui assure le protectorat français sur l'Annam et le Tonkin, ce protectorat s'organise avec la création de l'escadre d'Extrême-Orient et le renforcement du Corps expéditionnaire du Tonkin.
Cependant, le 23 juin 1884, des forces chinoises attaquent par surprise une colonne française à Bac-Lé. Cette colonne a été envoyée pour occuper le pays, en accord avec le traité de Hué. Cela mène à une prolongation de la guerre, surtout quand il apparaît que les Chinois n'ont nullement l'intention de payer l'indemnité de guerre.
Bien que les commandants des forces terrestres et navales françaises sollicitent fortement  une attaque directe de Pékin, la capitale des Qing, le président du Conseil Jules Ferry restreint les opérations à la péninsule indochinoise et au sud de la mer de Chine méridionale, craignant qu'une telle agression ne provoque une réaction des autres puissances européennes, et particulièrement du Royaume-Uni et de l'Empire russe.
La marine nationale met sur pied en août 1884 l'escadre d'Extrême-Orient en réunissant la Division navale des côtes du Tonkin avec la Division navale d'Extrême-Orient pour la durée de ce conflit. Les Britanniques vont s'opposer à la conquête par les Français de l’île de Hainan. Sur ce point, l’île de Hainan ne sera finalement pas conquise par les Français, qui vont donc reculer.

### La bataille de Fuzhou et débarquement à Taïwan (août 1884)

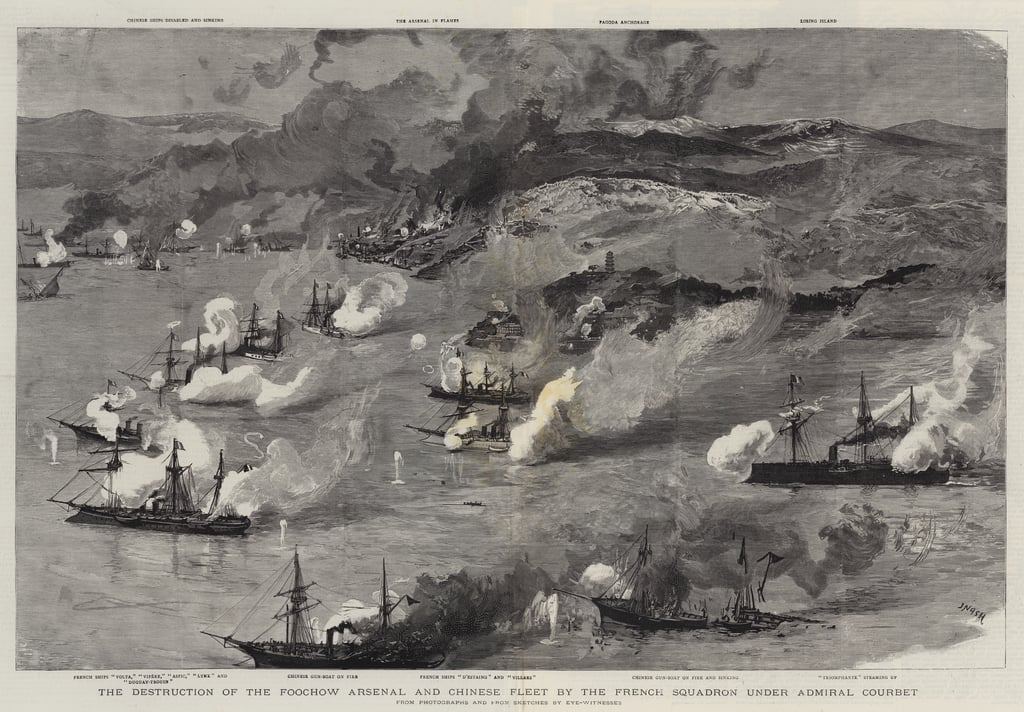
Tableau représentant la bataille navale de Fuzhou.

L'escadre d'Extrême-Orient, sous le commandement du vice-amiral Amédée Courbet, bloque les ports de Keelung et Tamsui sur l'île de Formose (Taïwan), avant de tenter un débarquement contre les troupes impériales (auquel Joseph Joffre, futur maréchal de France, participe en tant que capitaine du génie). Un premier débarquement des troupes françaises échoue le 6 août 1884.
La bataille de Fuzhou se place au cœur des opérations effectuées sous le commandement de l'amiral Courbet sur la rivière Min entre le 23 et le 29 août 1884. Elle voit la destruction en une demi-heure de la marine chinoise ancrée dans cette rade, récemment construite sous la supervision d'un Français, Prosper Giquel. Courbet bombarde ensuite l'arsenal de Fuzhou, écrase les batteries de la passe Mengam et détruit les forts de la passe Kimpaï. Cette victoire, la dernière victoire navale française du XIXe siècle, se fait au prix de seulement dix tués et quarante-neuf blessés. 
Le 1er octobre 1884, Courbet revient une deuxième fois à Formose devant Keelung et enlève la ville, puis le 29 mars 1885, il occupe les îles Pescadores (ou Penghu, rebaptisées « îles des pêcheurs »), chapelet d'îles qui commande le détroit de Fou-Kien entre Formose et le continent.
Au Tonkin, la mousson met fin aux offensives françaises, permettant aux Chinois d'avancer dans le delta. Ils font le siège de la forteresse de Tuyên Quang, qui est défendue par un bataillon de la Légion étrangère pendant trente-six jours. Cette bataille est toujours célébrée dans la marche officielle de la Légion.

### La bataille du col de Zhennan et la retraite de Lạng Sơn (février 1885)

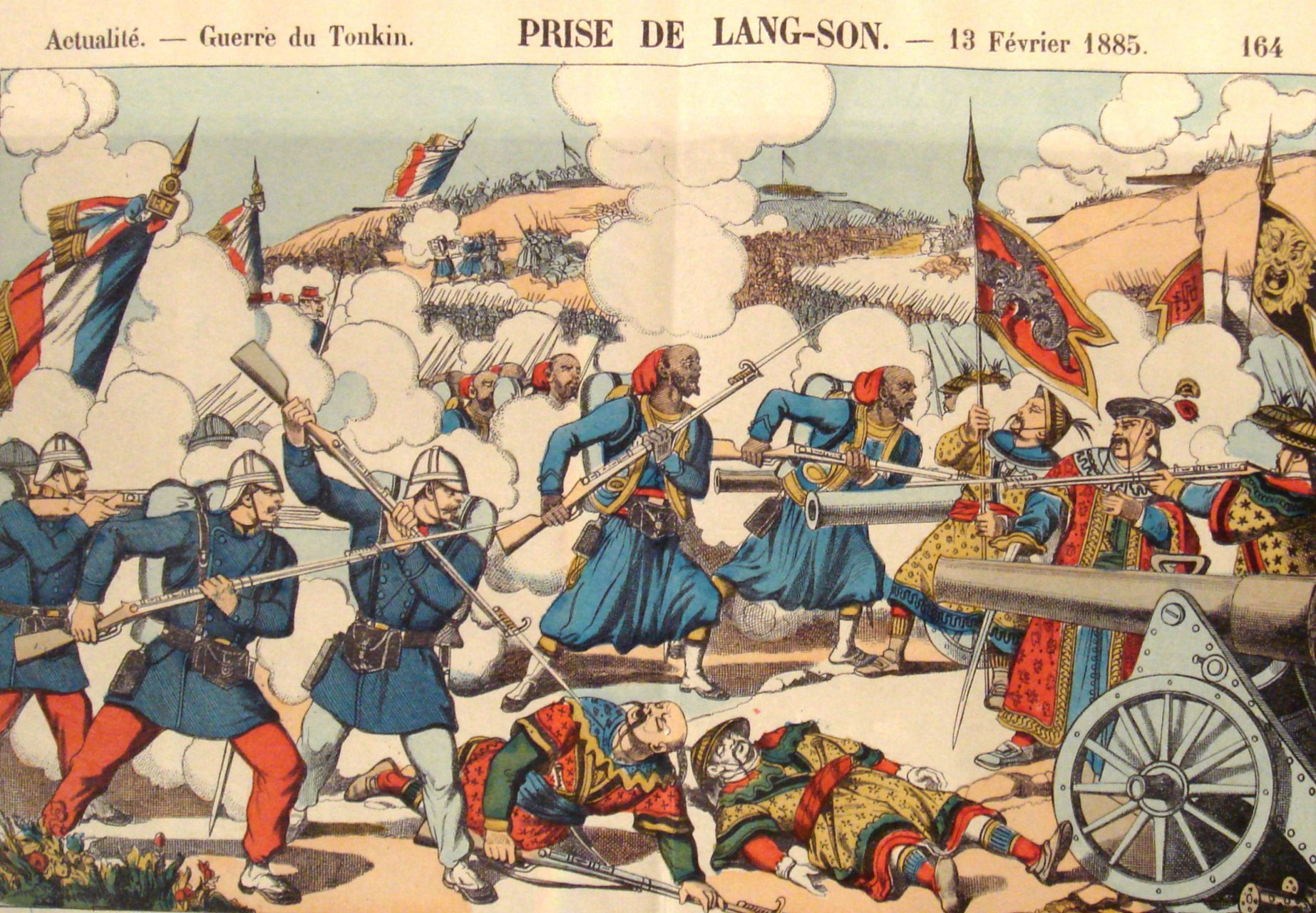
La conquête de Lạng Sơn en février 1885.

Le corps expéditionnaire français du Tonkin, commandé par Louis Brière de l'Isle, composé de deux brigades marche vers le haut Tonkin et conquiert Lạng Sơn en février 1885. Une des deux brigades quitte la ville pour venir en aide aux assiégés de Tuyên Quang. Le commandant de la brigade restante cherchant à contrer l'offensive des Chinois, lance une attaque de l'autre côté de la frontière et est défait à la bataille du col de Zhennan (ou bataille de Bang Bo). Se retirant sur Lạng-Sơn, les Français stoppent une contre-attaque à la bataille de Kỳ Lừa. Cependant, son commandant, le général de Négrier étant blessé dans l'action, son remplaçant ordonne, peut-être sous l'effet de la panique, que Lạng-Sơn soit rapidement abandonnée le 28 mars 1885.
La brigade fuit en désordre vers le delta du fleuve Rouge, abandonnant l'essentiel des gains réalisés durant la campagne de 1885.

### La chute du gouvernement Ferry
Ce revers militaire conduit le commandant du corps expéditionnaire, Louis Brière de l'Isle, à croire que le delta lui-même est menacé. Ses rapports alarmistes à Paris entraînent la chute du ministère Ferry le 30 mars 1885, sous d'effroyables huées politiciennes.
Dans les jours suivants, Brière de l'Isle se rend compte que la situation était moins compromise qu'il ne le pensait. Cependant, le nouveau gouvernement s'efforçe de mettre fin aux opérations.
La défaite, que les Français appellent l'affaire du Tonkin, est un scandale politique majeur pour les partisans de l'expansion coloniale. Ce n'est que dans les années 1890 que le parti colonial reprend l'ascendant dans l'opinion.

## L’Indochine française
Malgré cette retraite, les opérations terrestres voient le succès des Français au Tonkin, tandis que les victoires navales de la France forcent la Chine à reconnaître sa défaite.
Le traité de paix, d'amitié et de commerce, ou traité de Tianjin, mettant fin à la guerre est signé le 9 juin 1885, la Chine reconnaissant le traité de Hué et abandonnant sa suzeraineté sur l'Annam et le Tonkin.
La France était déjà présente en Cochinchine et au Cambodge. Avec l’Annam (et le Laos), elle contrôle tout l’Est de la péninsule indochinoise. En 1887 est créée l'Indochine française, réunissant le Cambodge et les trois entités issues du territoire vietnamien.

## Littérature
Pierre Loti embarque au mois de mai 1883 sur L’Atalante pour participer à la campagne du Tonkin. Il publie le récit, heure par heure, de la prise de Hué dans Trois Journées de guerre en Annam, texte qui paraît dans les colonnes du Figaro. Il écrira également l'épitaphe de l'amiral Courbet, mort le 11 juin 1885 en rade de Ma-Kung.